# Avner Yashar
Avner Yashar (em hebraico:  אבנר ישר, nascermos 1956) é um arquiteto israelense e proprietário da Arquitetos Yashar. Ele é especialista em arranha-céus.

## Biografia
Avner era filho de Isaac Yashar e Rama Samsonov. Rama era uma cantora de ópera, professora da Beit Zvi [en] School of Performing Arts e detém o título de "Querida pessoa da cidade de Tel Aviv [he]". O arquiteto Isaac Yashar ganhou o Prêmio Rechter [he] pelo projeto do Museu de Arte de Tel Aviv e o Prêmio Rokach [he] pelo projeto do Centro Dizengoff [en] em Tel Aviv.
No final da década de 1970, Avner começou a estudar Psicologia e Filosofia na Universidade de Tel Aviv. Antes de se formar, Yashar optou por mudar de campo de estudos e iniciou seus estudos de arquitetura em 1980 na Jerusalém na Academia de Arte e Design - Bezalel. Quatro anos depois, ele continuou seus estudos no Technion, Instituto de Tecnologia de Israel em Haifa e se formou em 1986. Já durante seus anos de escola, Avner começou a trabalhar com seu pai em seu escritório.

### Como um arquiteto
Avner Yashar é o arquiteto-chefe e proprietário da Arquitetos Yashar desde 1997. Em 2021, a empresa contava com 94 colaboradores, sendo 74 arquitetos e 6 sócios.
Em 2002, o plano do bairro Parque Tzameret [en] em Tel Aviv, desenhado por Yashar, foi aprovado. Neste bairro, Yashar planejado além disso quatro torres: torre "One" em altura 90 metros e 29 andares, torre "W Prime" em altura 150 metros e 44 andares, torre "W" em altura 156 metros e 46 andares e torre "Rom" em altura 173 metros e 50 andares.
Em 2009, Yashar venceu o concurso para projetar o edifício da Autoridade de Desenvolvimento Metropolitano da cidade de Haiderabade, na Índia, depois de derrotar cerca de 10 escritórios indianos e internacionais. Cerca de 4 escritórios chegaram à final da competição, e deles o projeto de Yashar foi selecionado.
Em 2011, Avner foi o primeiro arquiteto israelense a participar do Concurso Internacional de Arranha-céus da  Conselho de Edifícios Altos e Habitat Urbano com dois edifícios que ele projetou.
Em 2017, após planejar o projeto "ToHA", Avner abriu um escritório junto com o arquiteto e designer Israelense–Londrino Ron Arad.
Em 2018, Escritório Yashar conquistou os dois primeiros prêmios na Cerimônia de Excelência na "Indústria da Construção e Infraestrutura": na categoria "Complexo Residencial de Luxo" pelo projeto do Mercado Bezalel em Tel Aviv, e na categoria "Edifícios de Escritórios" pelo Projeto "Casa Vitania-Fedco" em Herzliya. Em 2021, a Torre "ToHA" ganhou o prémio "Melhor Edifício de Escritórios" e o prémio "Melhor Edifício Alto no Oriente Médio e África" no concurso anual do CTBUH.
Galeria
- Isaac e Avner Yashar, Tel Aviv, 1957.
- Torres Parque Tzameret, Tel Aviv, 2011.
- Torre "W" à esquerda e Torre "W Prime" à direita, Tel Aviv, 2016.
- Torre ToHA, Tel Aviv, 2018.
- Centro de Pesquisa e Desenvolvimento da Microsoft Israel, Herzliya, 2020.
- Centro de Pesquisa e Desenvolvimento da Apple, Herzliya, 2015.[27]